# Château de Chambois
Le château de Chambois est un ancien château fort du XIIe siècle, dont il subsiste un donjon carré à tourelles d'angles, de type normand, qui se dresse sur le territoire de l'ancienne commune française de Chambois, dans le département de l'Orne, en région Normandie.
Le château, qui est le mieux conservé de ce type en Normandie, est partiellement classé au titre des monuments historiques.

## Localisation
Le château est situé sur le coteau est qui borde la rive droite de la Dive, à peu de distance de l'église de Chambois, au sein de la commune nouvelle de Gouffern en Auge, dans le département français de l'Orne. Il avait pour fonction le contrôle de la route reliant les chefs-lieux de la vicomté du Hiémois, Exmes et Falaise, sur la vallée supérieure de la Dives.

## Historique
En 924, le comté du Hiémois est conquis par Rollon qui le partage en centenies et dixainies. La châtellenie de Chambois est alors érigée en centenie, administrée par un vicaire.
En 1024, Richard II de Normandie la concède à Drogon de Vexin, comte du Vexin et du Ponthieu. Peut-être existait-il déjà à cette époque un château, qu'aucune trace archéologique n'a permis d'en dessiner les contours.
Chambois est confisqué en 1113 par Henri Ier Beauclerc, que sa fille Mathilde transmet à son fils Henri II.
Le donjon a probablement été construit dans la seconde moitié du XIIe siècle, entre 1160 et 1190, par Guillaume de Mandeville († 1189), comte d'Essex, vassal et proche du roi Henri II Plantagenêt.
En 1204, Chambois est compris dans la confiscation et la réunion de la Normandie au domaine royal par Philippe Auguste, qui le donne à son maréchal Henri Clément en récompense de ses succès militaires. En 1210, c'est un fief dans le bailliage d'Exmes. Le château passe ensuite aux Chambly, puis aux Tilly.
En 1363, le roi de Navarre, Charles le Mauvais, allié des Anglais, lors de la guerre de Cent Ans, s'empare du château et le restitue l'année suivante, ainsi que les autres châteaux conquis, après sa défaite à Cocherel où il est battu par Du Guesclin, qui aurait reçu le château en récompense, bien que Chambois ne figure pas dans l'inventaire des possessions du connétable. C'est durant cette période que les fortifications sont améliorés, et qu'une garnison semble y être installée en permanence, comme le laisse suggérer les très nombreux graffitis présents dans les différentes pièces du donjon.
En 1417, Henri V s'en empare et le donne à son chambellan, Henry FitzHugh. Il sera repris par Dunois en 1449 lors du recouvrement de la Normandie.
En 1556, il est assiégé, puis occupé par les troupes protestantes de Montgommery, qui brûlent le bourg et tuent quelques habitants avant d'être délogées par le duc d'Étampes.
En 1649, lors des soulèvements pendant la minorité de Louis XIV, ont lieu des vengeances et des déprédations. Dans la première moitié du XVIIIe siècle, l'ancien logis est démoli et remplacé par un château dans le style moderne. L'enceinte est détruite en 1750. En 1771, le domaine est vendu contre une rente foncière, et des pavillons sont construits, formant les ailes du château.
À la Révolution, le château est la possession de M. Deneuve. À l'été 1789, alors que les patriotes du bourg veulent se saisir de sa personne et détruire le donjon, Deneuve réussit à en empêcher la démolition. En 1795-1799, le château sert de refuge à la population lors d'incursions de Chouans.
Vers 1830, Chambois est revendu au détail et le château est démoli.

Photographies historiques de Séraphin-Médéric Mieusement, juillet 1888.
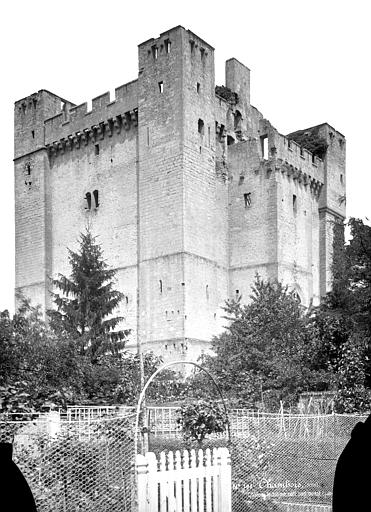
Le donjon, côté sud-ouest.
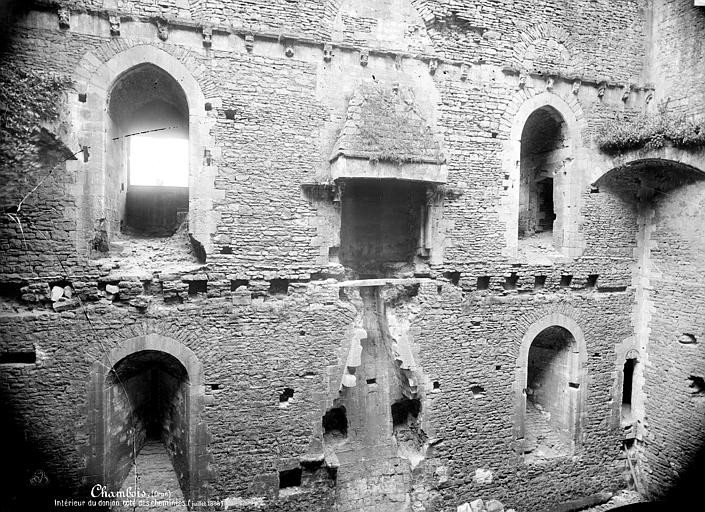
Intérieur du donjon : vestiges des cheminées.
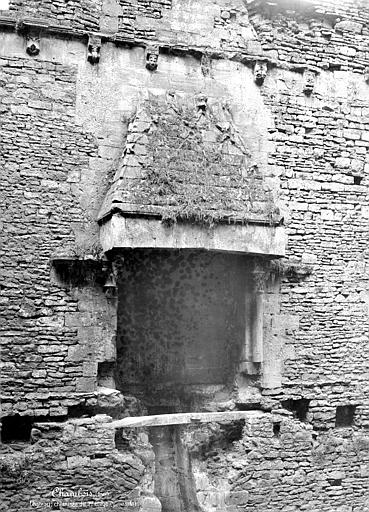
Cheminée du 1er étage, à décor en losanges.

## Description

### Le site

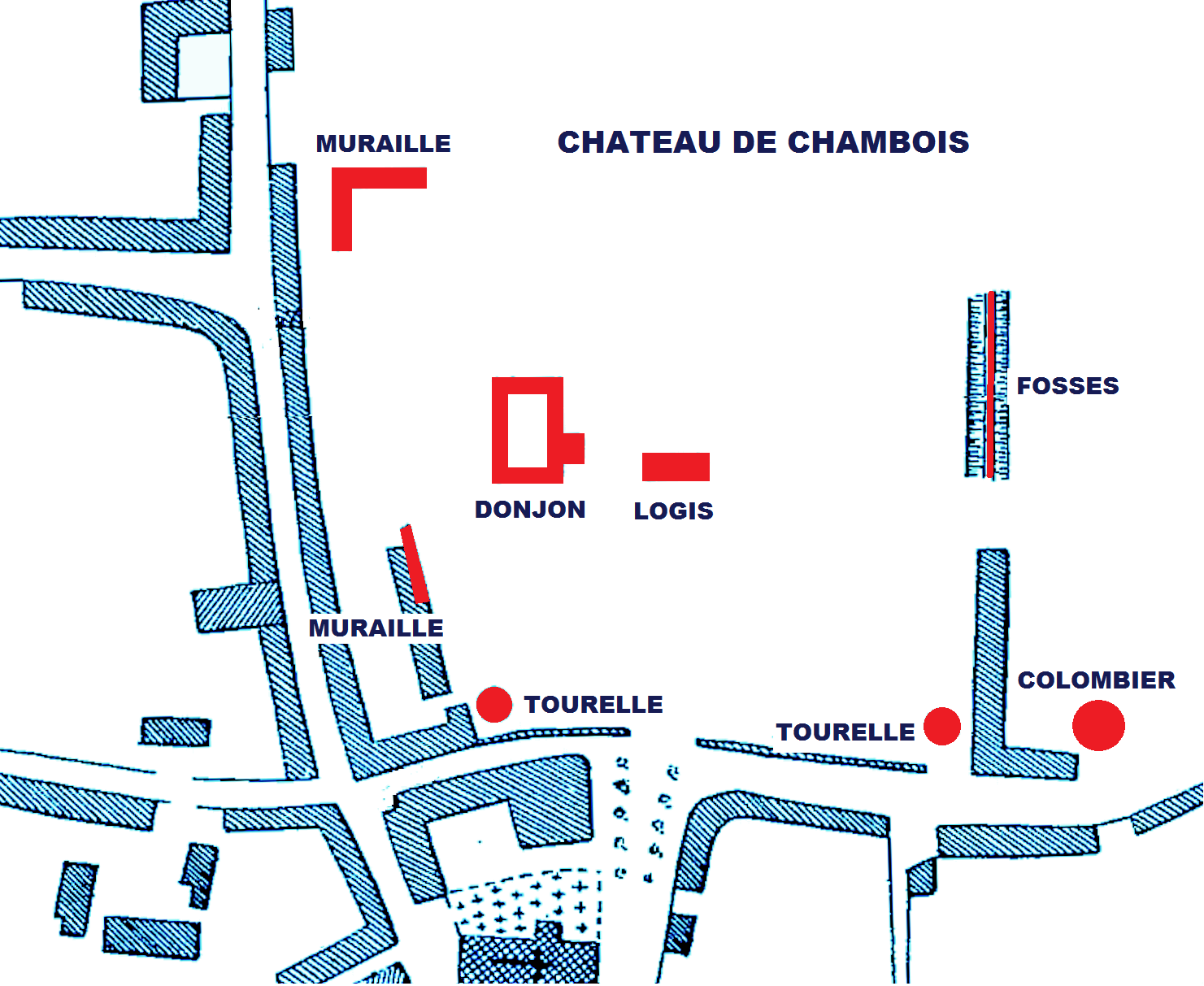
Plan du site.

L'enceinte de Chambois, sur le coteau de la Dive, est entourée par le bourg. Par les textes et les fouilles, on peut retrouver : à l'est du donjon, l'ancien logis construit en 1575 et détruit vers 1740 ; au nord-ouest et à l'ouest, des restes de muraille ; à l'est, un fossé comblé en jardin ; au sud, deux tourelles qui marquent les limites de la forteresse. Un colombier semble se situer à l'extérieur au sud-est. Jusqu'au XVIIIe siècle, le donjon fut entouré d'une enceinte en pierre, qui était cernée par le bourg.

### Le donjon

#### Datation
En 2008, l'exploration d'une fosse médiévale dans la tour maîtresse et l'analyse dendrochronologique de quatre poutres de bois donne pour résultats 1160 et 1190, ce qui attribue avec certitude l'édifice à Guillaume de Mandeville, comte d'Essex, proche de Henri II Plantagenêt.

#### Fonctions de défense

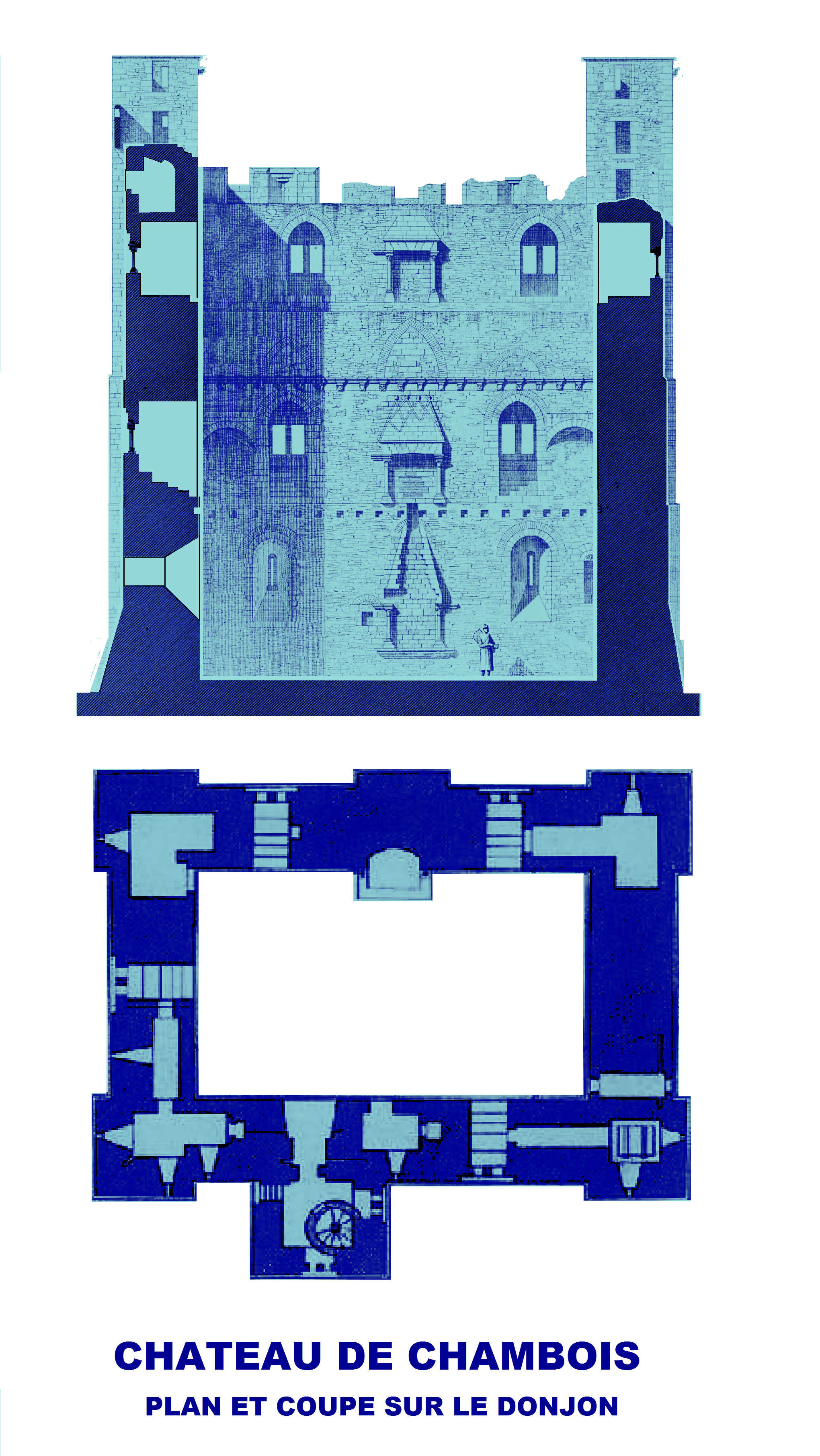

Le donjon de Chambois commandait les défenses du château, mais en restait indépendant, avec des issues masquées. En temps de paix, il renfermait les trésors, les armes, les archives de la famille, mais le seigneur n'y logeait pas : il ne s'y tenait que s'il fallait appeler une garnison dans l'enceinte du château.
Le donjon roman du XIIe siècle est de plan rectangulaire, de 21,40 × 15,40 mètres, flanqué aux angles de tourelles carrées formant contreforts, pour une hauteur totale de 25,70 mètres. Les murs, épais de 3 mètres à la base, sont constitués d'un blocage de petits moellons irrégulier noyés dans du mortier et revêtus d'un parement en pierre de taille. Sa morphologie rappelle le château de Bamburgh, construit quelques décennies plus tôt.
Ces quatre contreforts ou tourelles d'angles carrées, habitables, abritent à chaque niveau de petites salles, un oratoire dans celle du nord-est, et à sa base, un probable cachot où l'on descendait par une trappe ; la partie supérieure servait de colombier.
La terrasse est accessible par un escalier à vis aménagé dans le contrefort sud-est. Originellement crénelée, elle est modifiée à la fin du XIVe siècle. Le château est surélevé d'un étage supplémentaire et on construit un chemin de ronde avec parapet, mâchicoulis, créneaux et meurtrières, et les quatre contreforts d'angles sont surmontés d'échauguettes dont l'étage supérieur est crénelé.
La particularité du donjon de Chambois est son chemin de ronde supérieur qui met en communication les échauguettes et la petite tour, formant une défense indépendante de la salle occupée par le commandant.

#### Fonctions d'accueil
En outre, Chambois est le seul château continental ayant intégré le principe d'évidement des murs d'enveloppe, au-dessus du rez-de-chaussée, pour y encastrer des couloirs, salles et latrines, afin d'améliorer le confort et la circulation dans les niveaux, mode architectural relativement commun pour les donjons construits sous le règne d'Henri II Plantagenêt : Hedingham, Newcastle, Douvres, Castle Rising, Rochester.
On accédait au donjon par une unique entrée située, au nord-ouest, à six mètres au-dessus du sol, qu'une saillie rectangulaire en encorbellement protégeait,, dans la tour qui flanque le mur gouttereau du flanc sud, et sert d'avant-corps. Elle était probablement desservie par une passerelle amovible aboutissant à une tour d'angle ou sur la chemise extérieure. La porte ouvre sur un vestibule étroit, éclairé par une baie géminé, et donne accès à une grande salle, la aula. L'escalier, initialement en bois, a été remplacé par un escalier à vis desservant les deux étages. Quant au mur gouttereau nord, il est marqué en son milieu par un imposant contrefort.
Les trois niveaux étaient séparés par des planchers de bois. L'alignement des deux rangés de corbeaux intérieurs, décorés de têtes grotesques et d'animaux permet de restituer le solivage qui devait être en berceau entre la aula et la camera située au-dessus, comme le laisse supposer l'espace entre les corbeaux et le niveau du sol de la camera suggéré par la cheminée du dernier niveau, renforçant ainsi le caractère ostentatoire de la salle, qui est la seule à avoir bénéficié de décors sculptés.
Le premier niveau
Percé de fines ouvertures, il est destiné au stockage, comme à Falaise. Une cheminée à ce niveau, rare pour ce type d'édifice, pourrait laisser supposer, qu'en plus de sa vocation de cellier, il ait été utilisé comme cuisine. La porte qui s'ouvre dans le mur est a été percée au XIXe siècle. Dans l'angle nord-ouest, on trouve une porte à linteau orné d'un décor floral.
La grande salle
La grande salle occupe tout l'espace du second niveau. Une grande cheminée, dont le manteau, repose sur deux colonnettes, orné de moulures en losanges surmontées d'animaux, est accolée au mur nord de cette pièce qui s'éclaire par de larges baies géminées, ornées d'un modillon à tête humaine et d'une colonnette engagé à chapiteau d'ordre corinthien inscrites dans un grand arc légèrement brisé.
La camera
Elle occupe le dernier niveau et est percé de fenêtres doubles rectangulaires. La cheminée y est simplement décorée de colonnettes surmontées de chapiteau.

## Protection
Le donjon est classé au titre des monuments historiques par arrêté du 22 juin 1921.

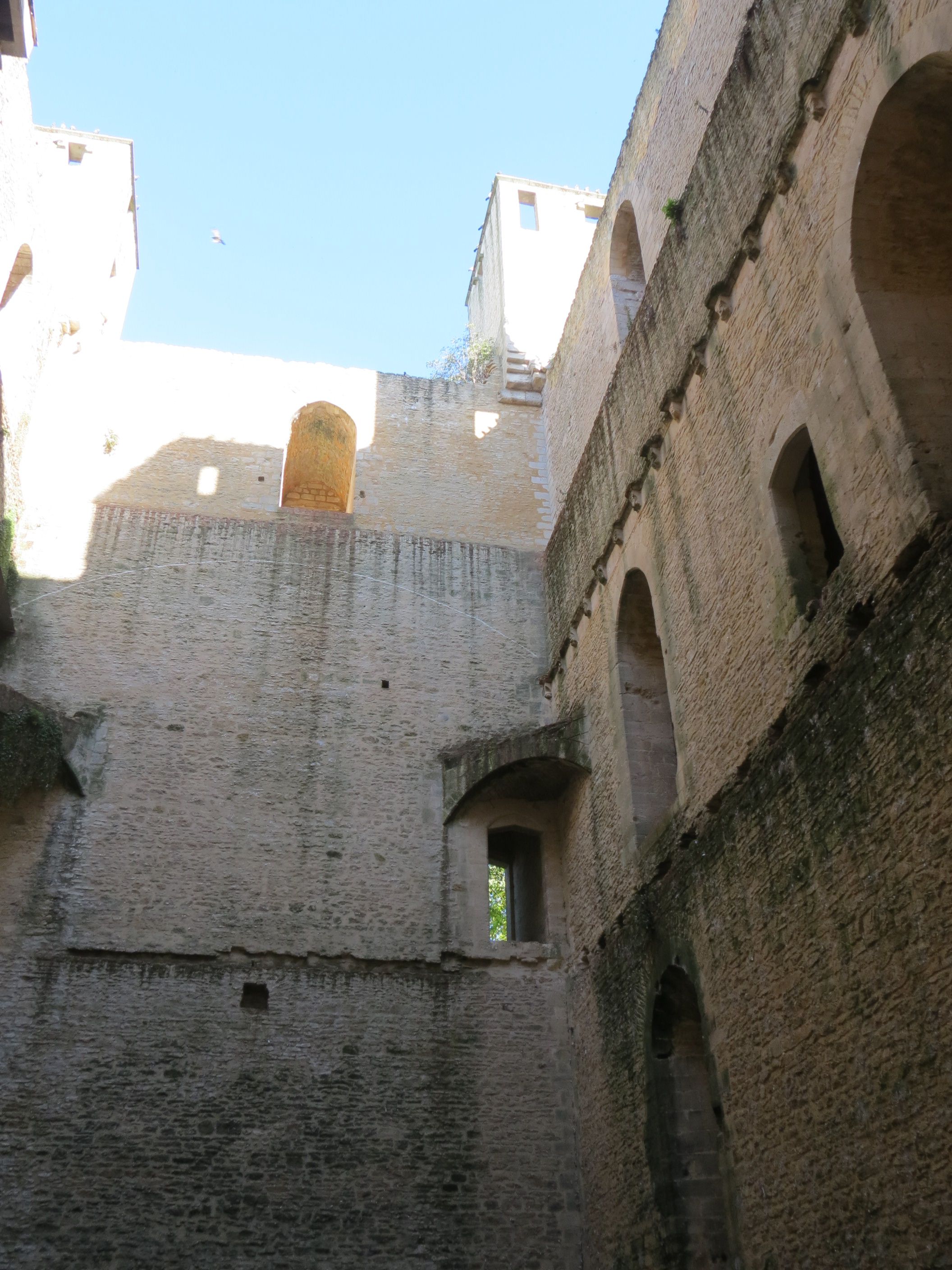
Intérieur du donjon : mur sud-est.
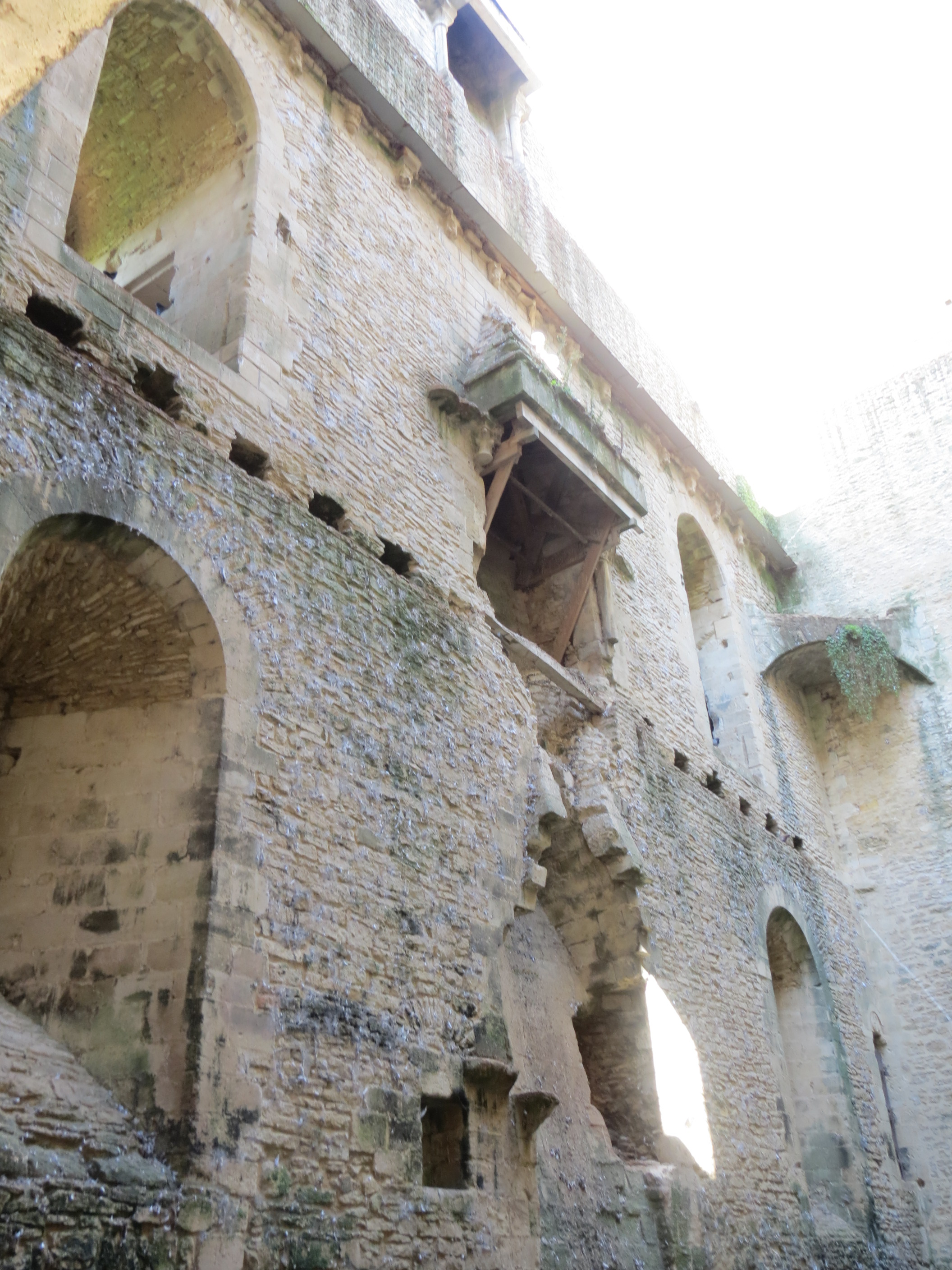
Intérieur du donjon : mur nord-ouest.
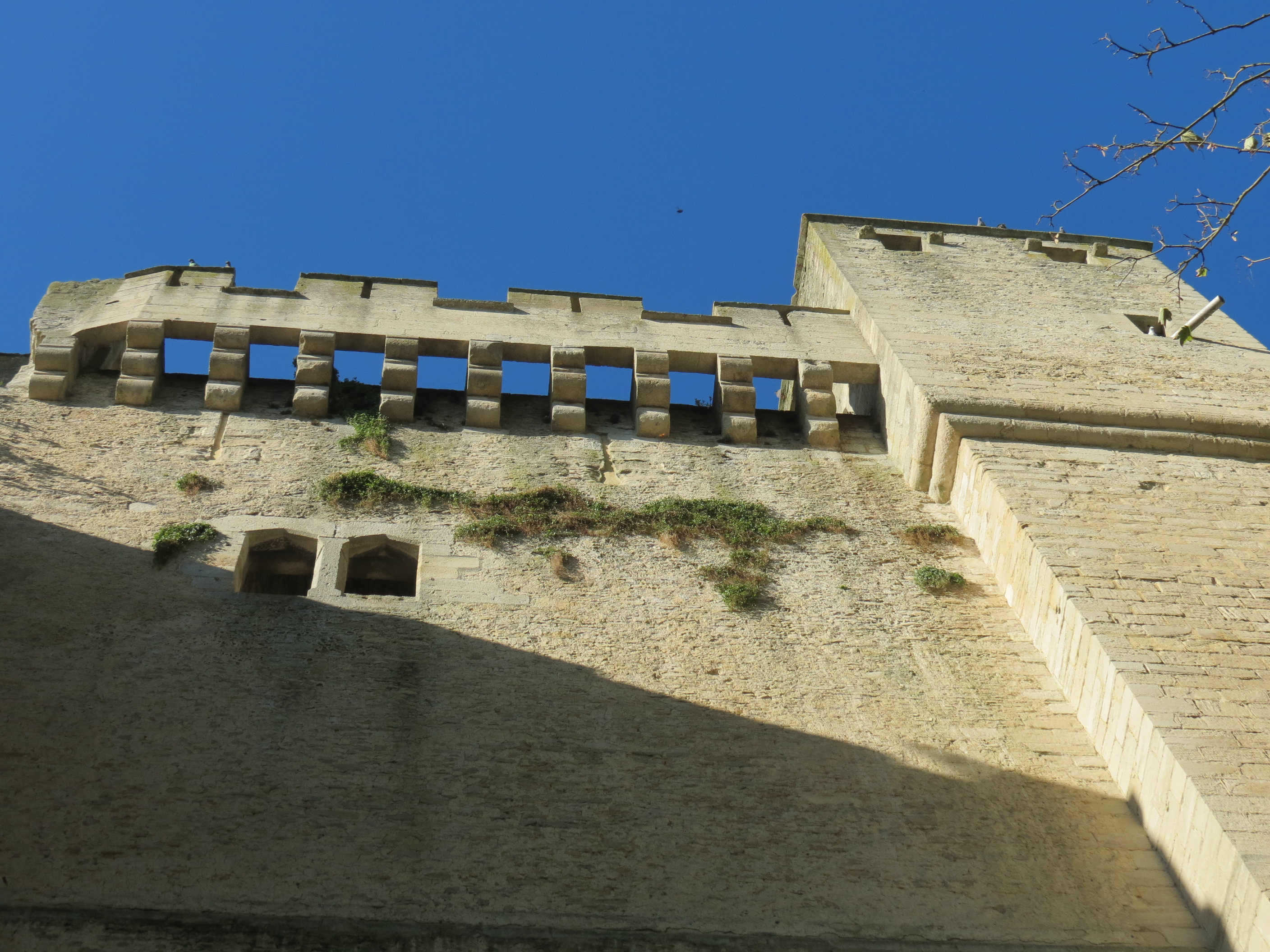
Couronnement du donjon.
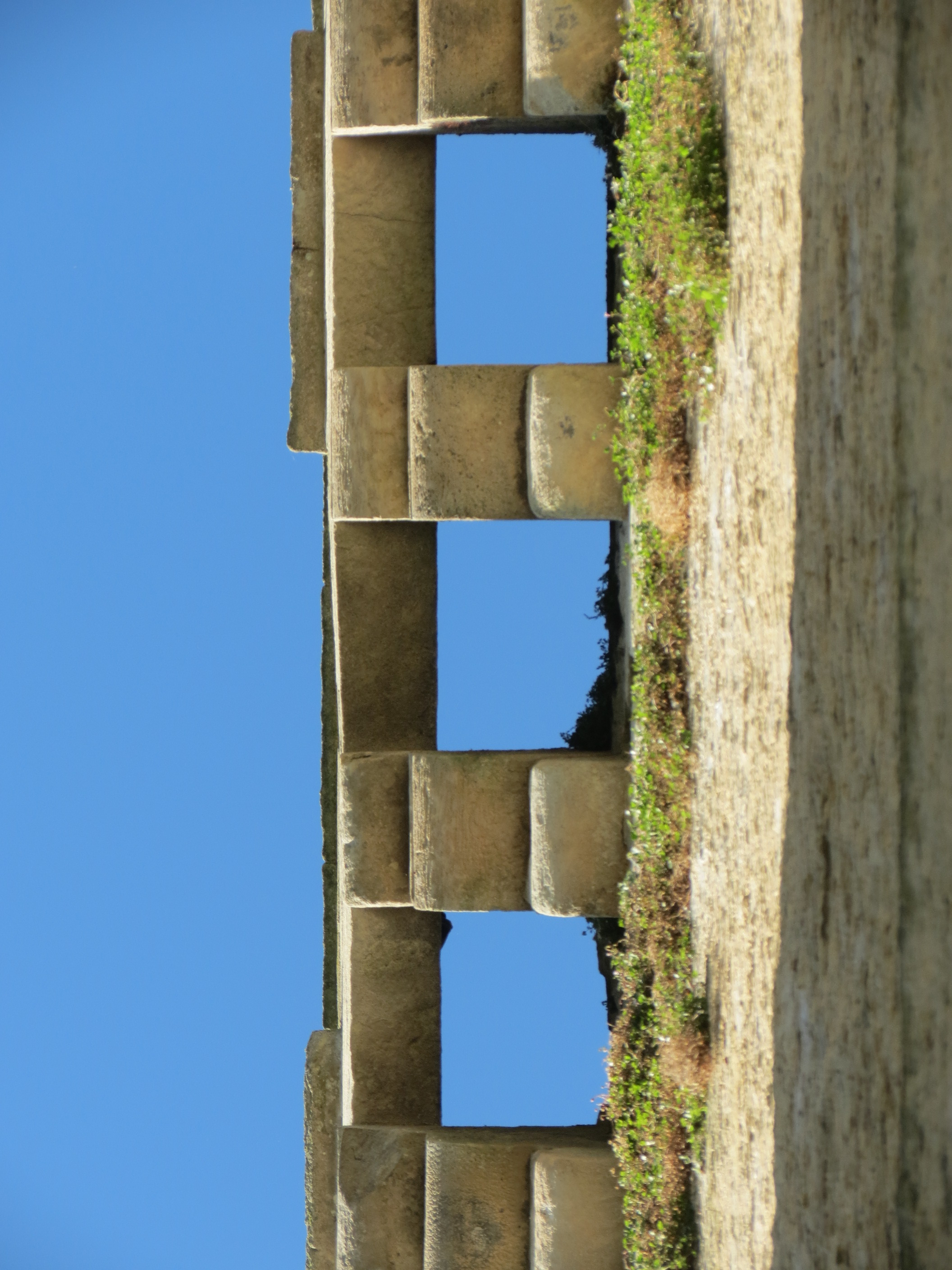
Mâchicoulis.